# リアル×ワールド
『リアル×ワールド』とは2010年から2015年まで日本テレビで放送されたドキュメンタリー番組である。
本項目では、後継番組として2015年6月13日から2016年3月12日まで放送された『リアリTV』（リアリティーヴィー）についても述べる。

## 概要
放送開始は2010年4月25日。「ドキュメンタリーの新しい挑戦」をテーマに世の中のリアルに迫る。従来のドキュメンタリーの多くが報道局主体となっているのと異なり、情報エンターテイメント局、スポーツ局や制作局のほか、関連会社や制作会社からも企画を募集しているのが特徴。月1回のペースで土曜・日曜の午後を中心に1時間または1時間半の放送枠で放送される。番組開始当初は原則的に関東ローカル放送となっていたが、日本テレビ系列各局やBS日テレでも不定期で放送されるようになった。
2015年1月13日放送の「養子を迎えることにしました。」をもって『リアル×ワールド』としては発展的終了、その後継番組として2015年6月13日より『リアリTV』に改題・リニューアルして放送開始されている。

## 放送内容

### リアル×ワールド
1. 僕の初めてのドキュメンタリー（2010年4月25日）
2. 母の日感動SP ずっとあなたに笑ってほしい（2010年5月9日）
3. ディレクター IN CHINA（2010年6月27日）
4. 「一生懸命」…木村拓也 パパが残してくれたモノ（2010年7月25日）[1]
5. Followers ツイッターで生まれた3つのリアル出会いストーリー（2010年8月15日）
6. あなたの大切なメール見せてください（2010年9月5日）
7. おっぱい先生といっぱいの涙 24歳新米ママの挑戦（2010年10月31日）
8. 伝えたい…24歳のわたしへ〜がんが教えてくれること（2010年11月28日）
9. 石川遼を追いかけて〜取材を始めて3年半…19歳の強さの秘密を追った〜（2010年12月19日）[2]
10. 東京夕食（2011年1月29日）
11. お母さんが死ぬ前に聞いておきたい10のこと（2011年2月27日）
12. 写真家 山岸伸…人生の残り時間（2011年4月30日）
13. お母さんという生き方（2011年5月8日）
14. ON CALL〜救命救急24時〜（2011年6月12日）
15. 143日〜テレビディレクターが見つめた東日本大震災〜（2011年7月31日）
16. 日本一心 吉川晃司、忘れない夏〜COMPLEX復活への想い〜（2011年8月6日）
17. 泣き虫しずちゃん、ロンドンで笑えるか!?（2011年8月20日）
18. 海から見た東日本大震災（2011年9月18日）
19. 総勢22人の大家族和田サンち チビッコたちが大暴れスペシャル（2011年10月29日）
20. 古閑美保29歳 引退の理由（2011年11月20日）
21. 282日〜テレビディレクターが見つめた東日本大震災〜（2011年12月17日）
22. 4男1女総勢22人!大家族和田サンち チビッコたちは冬も大暴れ!（2012年1月28日）
23. 31歳の地図 テレビを辞めていいですか?（2012年2月25日）
24. ディレクター被災地へ帰る 母と僕の被災365日（2012年3月4日）[3]
25. 365日〜テレビディレクターが見つめた東日本大震災〜（2012年3月10日）
26. THIS IS MY LIFE 〜心の声が聞こえますか?〜（2012年7月7日）
27. 密着400日!新しい大家族!和田サンち チビッコ大暴れ&また産まれたよ（2012年7月29日）
28. THE命のヒーローズ 密着!東京消防庁（2012年9月1日）
29. 554日〜テレビディレクターが見つめた東日本大震災〜（2012年9月15日）
30. ジャニーズJr.の真実（2012年9月30日）
31. 激走462キロ! 間寛平 被災地を走る（2012年10月6日）
32. THIS IS MY LIFE 2〜新しい命を受け入れて〜（2012年11月17日）
33. THE 命のヒーローズ　緊急出動!ドクターヘリ（2013年1月19日）
34. 開成&麻布中学に合格…親と子のヒミツ（2013年2月23日）
35. 729日〜TVディレクターが見つめた東日本大震災（2013年3月9日）
36. 芸大生の告白〜夢か生活か…人生の決断〜（2013年3月23日）
37. 逃げ得を許すな!税金GメンVS悪質滞納者 目撃!差し押さえの現場（2013年3月30日）
38. THE 命のヒーローズ　密着!東京消防庁2（2013年4月20日）
39. メンタリストDaiGo、ただいま転職活動中！引退宣言の真実（2013年5月18日）
40. 大家族和田サンち第4弾!猛暑だってチビッコたちは大暴れ＆7人目が産まれるよ!SP（2013年9月28日）
41. THE命のヒーローズ緊急出動！ドクターヘリ Season2(2013年10月5日)
42. 「絶対に払わない!」「逃げ得は許さない!」税金GメンVS悪質滞納者 目撃!税金徴収の現場（2013年12月15日）
43. おれたち下町おやじアスリート〜下町ボブスレー世界に挑む〜（2014年1月18日）
44. 髙橋大輔 日本のエース、"最後"の戦い（2014年3月2日）
45. 3years 母と僕の震災日記（2014年3月8日）
46. 独占密着!東大受験2014〜合格の瞬間を見逃すなスペシャル〜（2014年3月29日）
47. 熟年婚活物語…死ぬまでに絶対結婚したい!（2014年4月12日）
48. EXILEってなんで人気なの?〜知られざるLDHの真実〜（2014年6月29日）
49. 大家族和田サンち 夏休み旅行でチビッコたちは大暴れ&爆笑映像（2014年8月30日）
50. 世界のプリンス&プリンセスはどんな暮らしをしているのかSP（2014年9月27日）
51. ゆとりの…乱!（2014年10月19日）
52. リアル×ワールド 生放送SP「ワタシハダレ?」認知症・身元不明者TV公開捜索（2014年11月1日）※生放送
53. 斎藤佑樹が凄くないわけない（2014年11月22日）
54. 養子を迎えることにしました。（2015年1月13日）

### リアリTV
1. 今だからわかった!日本を揺るがせた重大事件・出来事の真相（2015年6月13日）
2. Cancer gift がんって、不幸ですか?（2015年7月4日）[4]
3. ハリコミ 真夏の激撮!新宿VSミナミ（2015年9月5日）
4. 人生が二度あれば!運命の選択（2016年2月6日、13:30 - 14:30）
5. 80歳、長嶋茂雄の今（2016年3月12日）

## スタッフ
- プロデューサー
  - 井上啓子（第1回）
  - 東海伸治（第2回）
  - 今井大輔（第5回）
  - 藤原努（第10回）
  - 南波昌人（第16回）
  - 島田美帆（2013年1月19日放送分）

ほか
- ディレクター
  - 小坂一之（第1回）
  - 市川佳子（第2回）
  - 合田伊知郎（第3回）
  - 中村泰祐（第4回）
  - 原浩生（第5回）
  - 石井麻美（第6回）
  - 保野祥子（第7回）
  - 浅井裕太郎（第10回）
  - 田野裕哉（第11回）
  - 田代裕（第12回）
  - 黒瀬敦子（第13回）
  - 後藤全孝（第14回）
  - 藤重道治（第17回）
  - 吉田留美子（第18回）
  - 田渕慶（第19回）
  - 川野辺真（2013年1月19日放送分）
  - 松本和将

ほか
- 制作：クリエイティブネクサス、テレビマンユニオン、ワンズワン、ビッグベアほか
- 製作著作：日本テレビ

## 備考
- 2010年12月30日・31日・2011年1月2日・3日には、第4回・第7回を除く過去の放送分を再放送した。